# مدينة شريكة اليغودرز للزراعة (باتشة لك الشرقي)
مدینة شریکة الیغودرز للزراعة (بالفارسية: شهرک شرکت زراعی الیگودرز) هي منطقة سكنية تقع في إيران في قسم باتشة لك الشرقي الریفي. يقدر عدد سكانها بـ 394 نسمة .